# Otto IV của Thánh chế La Mã
Otto IV (1175 – 19 tháng 5 năm 1218) là Hoàng đế La Mã Thần thánh từ năm 1209 cho đến khi ông qua đời vào năm 1218.
Otto dành phần lớn thời gian đầu đời ở Anh và Pháp. Ông đã đi theo chú mình Richard Tim sư tử, người đã phong ông làm Bá tước xứ Poitiers vào năm 1196. Với sự ủng hộ của Richard, ông được bầu làm Vua Đức trong một cuộc bầu cử gây tranh cãi vào năm 1198, gây ra cuộc nội chiến kéo dài 10 năm. Cái chết của đối thủ ông, Philipp xứ Schwaben, vào năm 1208 đã khiến ông trở thành vị vua duy nhất của Đức.
Năm 1209, Otto hành quân tới Bán đảo Ý để được Giáo hoàng Innocent III phong ông lên ngôi hoàng đế. Năm 1210, ông tìm cách hợp nhất Vương quốc Sicilia với Đế quốc, đoạn tuyệt với Giáo hoàng Innocent, người đã rút phép thông công ông. Ông liên minh với Vương quốc Anh để chống lại Vương quốc Pháp và tham gia vào thất bại của liên minh tại trận Bouvines vào năm 1214. Ông bị hầu hết những người ủng hộ bỏ rơi vào năm 1215 và sống phần đời còn lại khi nghỉ hưu tại khu đất của mình gần Brunswick. Ông là vị vua Đức duy nhất đến từ Vương tộc Welf.